# Oclusiva dental sonora
A oclusiva dental sonora é um tipo de fone consonantal empregado em alguns idiomas, sendo uma variação da consoante oclusiva alveolar sonora (/d/). O símbolo deste som no alfabeto fonético internacional é "d̪" quanto no X-SAMPA é "d_d". Este som ocorre no português em dialetos do norte de Portugal, como o açoriano e o transmontano, à semelhança da pronúncia do "d" castelhano. Já no português brasileiro só existe nos dialetos interiorano e recifense. É caracterizado pela forte pronúncia dentialveolar antes do som da vogal /i/ em palavras como "dica" e "amizade". No resto de Portugal e nos dialetos portugueses do continente africano, adota-se a pronúncia da oclusiva alveolar sonora antes de /i/. Já no português brasileiro, adota-se a a pronúncia da oclusiva alveolar sonora apenas nos dialetos dialeto sulista e florianopolitano, e nos demais dialetos são realizadas africadas pós-alveolares sonoras (/dʒ/) antes de /i/. Outros idiomas onde a oclusiva dental sonora ocorre são a língua inglesa e as línguas neolatinas e similares, como castelhano, italiano, francês e romeno.

## Características
- Seu modo de articulação é oclusivo.
- Seu ponto de articulação é dental.
- É sonora em relação ao papel das pregas vocais.
- É oral em relação ao papel das cavidades bucal e nasal.